# La battaglia dei tre regni
La battaglia dei tre regni (cinese: 赤壁; pinyin: Chìbì; inglese: Red Cliff) è un film del 2008 diretto da John Woo.
Il film si basa sul romanzo Il romanzo dei Tre Regni di Luo Guanzhong, incentrato sugli eventi della battaglia di Chibi, avvenuti sul finire della dinastia Han e subito antecedenti al periodo conosciuto come dei Tre Regni nell'antica Cina.
In Asia il film è uscito in due parti, le quali sommate danno una durata totale di oltre quattro ore. La prima parte è uscita nel luglio 2008 e la seconda nel gennaio 2009. Al di fuori dell'Asia, il film è uscito in una versione lunga circa 2 ore e mezza nel 2009. Con un costo stimato di 80 milioni di dollari, La battaglia dei tre regni, è stato il più costoso film asiatico a quella data. Ha incassato complessivamente 250 milioni di dollari a livello internazionale, risultando il film asiatico di maggior successo commerciale del 2009.
Il film inoltre, vede la partecipazione di attori asiatici famosi e noti in Asia, tra i quali si ricordano Tony Leung Chiu-Wai nel ruolo di Zhou Yu, Takeshi Kaneshiro nel ruolo di Zhuge Liang, Zhang Fengyi nel ruolo di Cao Cao, Chang Chen nel ruolo di Sun Quan, Zhao Wei nel ruolo di Sun Shangxiang e Hu Jun nel ruolo di Zhao Yun.

## Trama
Estate del 208 d.C. Una lunga guerra civile è appena terminata nella Cina del Nord, ma due capi dei Regni del Sud tramano ancora ribellione verso il primo ministro dell'imperatore, Cao Cao. Il primo ministro, abilmente, convince l'imperatore a dichiarare guerra ai Regni del Sud. Il piano di Cao Cao è presto chiaro: conquistare i Regni del Sud e spodestare l'imperatore per prendere il suo posto.
L'imponente esercito di Cao Cao conquista rapidamente la provincia di Jing, governata da Liu Bei.  La battaglia di Changban si accende quando la cavalleria di Cao Cao inizia ad attaccare i civili in un esodo guidato da Liu Bei.  Durante la battaglia, i seguaci di Liu Bei, compresi i suoi fratelli giurati Guan Yu e Zhang Fei, danno un'ottima dimostrazione delle loro capacità di combattimento tenendo a bada il nemico mentre acquistano il tempo per i civili di ritirarsi.  Il generale  Zhao Yun combatte coraggiosamente per salvare la famiglia intrappolata di Liu Bei, ma riesce solo a salvarne il figlio neonato. Il consigliere e stratega di Liu Bei, Kong Ming, si reca a Jiangdong per formare un'alleanza tra il suo signore e Sun Quan contro Cao Cao.  Sun Quan era inizialmente nel bel mezzo del dilemma se arrendersi o contrattaccare, ma la sua decisione di resistere a Cao Cao si indurisce dopo l'intelligente persuasione di Kong Ming e una successiva caccia alle tigri con il suo viceré Zhou Yu e sua sorella Sun Shangxiang .  Nel frattempo, Cai Mao e Zhang Yun, due comandanti navali della provincia di Jing, giurano fedeltà a Cao Cao, che li mette al comando della sua marina.
L'alleanza tra Liu Bei e Sun Quan è formata, ma la battaglia da affrontare sarà estrema: Cao Cao, infatti, possiede un esercito immenso, composto da circa 800.000 soldati. L'esercito alleato, invece, è composto da soli 50.000 dei migliori guerrieri di entrambi i Regni del Sud. Entrambe le parti elaborano strategie per annientarsi; Cao Cao invia una forza di cavalleria d'avanguardia, ma questa cade in un'imboscata degli alleati e viene sconfitta. Cao Cao non sembra prenderla male e conduce le sue armate su una sponda proprio di fronte alle Scogliere Rosse, dove gli Alleati hanno il loro accampamento.
Sun Shangxiang, inviata da Kong Ming nel campo di Cao Cao, annota segretamente tutti i dettagli e li invia tramite un piccione a Kong Ming. Nel frattempo l'esercito di Cao Cao viene colto da una febbre tifoide che, pur uccidendo un certo numero di soldati, fornisce a Cao Cao un'idea per demoralizzare gli alleati. Il primo ministro invia i corpi infetti nel campo nemico e la piaga si diffonde a causa di alcuni soldati ignari; Liu Bei parte dall'accampamento, apparentemente abbandonando l'alleanza, mentre Cai Mao e Zhang Yun propongono a Cao Cao una tecnica per collegare le navi da guerra con travi di ferro per minimizzare il dondolio quando si naviga sul fiume e ridurre le possibilità che le truppe possano soffrire il mal di mare. Kong Ming e Zhou Yu, il viceré, formulano un piano per eliminare i due ammiragli di Cao Cao e rubare gli armamenti al nemico; entrambi i piani riescono: Cai Mao e Zhang Yun vengono uccisi e vengono rubate 100.000 frecce.
A questo punto Sun Quan e Zhou Yu decidono di attaccare l’esercito di Cao Cao, dopo che Kong Ming predice che una particolare condizione climatica farà presto soffiare il vento da sud-est (una direzione a loro vantaggio). Il cambio di vento avviene durante la notte e alcune imbarcazioni alleate incendiano la flotta di Cao Cao, consentendo all’esercito alleato di sbarcare.
A quel punto Zhou Yu ordina l'attacco e mentre gli alleati si avvicinano all’accampamento i generali portano Cao Cao in salvo dentro la fortezza.  L’esercito di Cao Cao resiste saldamente all'urto, mentre Zhou Yu è il primo a rendersi conto che gli alleati sono troppo vicini agli arcieri sulle mura, ma ormai è troppo tardi. La battaglia è dura e sanguinosa, i soldati del nord infliggono dure perdite e cadono molti soldati alleati. L'unico che semina morte tra le file nordiche è Zhao Yun, il quale viene fronteggiato da Cao Hong, fratello di Cao Cao. Con l’arrivo di Liu Bei (la cui partenza era solo uno stratagemma) la battaglia piega inesorabilmente a favore degli alleati, anche se i soldati del nord con l'ausilio degli arcieri sulle mura fanno strage dei soldati nemici in prima linea.
Mentre il grosso dei due eserciti è impegnato nella battaglia, Zhou Yu e Zhao Yun si addentrano nella fortezza nemica: qui Cao Cao e Zhou Yu si trovano faccia a faccia. Il generale nordico Shahou Jun si presenta anche con Xiaoqiao (moglie di Zhou Yu e interesse amoroso di Cao Cao) come ostaggio e minaccia di ucciderla se gli alleati non si arrendono.  Proprio in quel momento, Zhao Yun riesce a invertire la situazione salvando Xiaoqiao con un attacco a sorpresa, mentre Sun Quan lancia una freccia che fa sciogliere i capelli di Cao Cao. Cao Cao è ora in balia degli alleati, che però risparmiano la sua vita e se ne vanno, permettendogli di tornare al Nord con i suoi seguaci superstiti.
Nella scena finale Zhou Yu e Kong Ming hanno una conversazione finale prima che Kong Ming si allontani con il puledro neonato Mengmeng

## Curiosità
Nella versione originale, il nome dello stratega del regno del sud "Shu" è Zhuge Liang, mentre nella versione italiana viene chiamato con il suo nome di cortesia Kong Ming che significa "lanterna volante" poiché egli ne sarebbe l'inventore.